# 道の駅東陽
道の駅東陽（みちのえき とうよう）は、熊本県八代市にある国道443号の道の駅である。

## 概要
2005年に当時の東陽村が設置した「東陽交流センター せせらぎ」を道の駅として登録したもの。八代市では道の駅坂本に次ぐ2か所目の道の駅となる。

## 歴史
- 2005年（平成17年）2月6日 - 東陽交流センター せせらぎ開館[4]。
- 2020年（令和2年）7月1日 - 国土交通省より道の駅第53回登録において、既存施設の東陽交流センター せせらぎを「道の駅東陽」として登録[1]。
- 2021年（令和3年）3月27日 - 開駅[3]。

## 施設
- 駐車場 106台
- トイレ 20器
- 情報提供施設
- ベビーコーナー
- 公衆電話
- 公衆無線LAN
- 温泉施設
- レストラン
- 物産販売所
- 農林産物直売所
- 公園

## アクセス
- 国道443号 - 登録路線

## 周辺
- 八代市立東陽小学校
- 八代市役所東陽支所